# Berberosaurus liassicus
Berberosaurus liassicus ("reptil bereber de liass") es la única especie conocida del género extinto Berberosaurus de dinosaurio terópodo abelisáurido que vivió a principios del período Jurásico, hace aproximadamente entre 184 a 176 millones de años, durante el Toarciano, en lo que es hoy África. La especie tipo del género es B. liassicus, pudiendo ser la más antigua y basal de los abelisaurios, basado en restos parciales post craneales, aunque esta posición se encuentra en discusión.

## Descripción
Berberosaurus, como los otros abelisáuridos, fue un carnívoro bípedo Poseía un tamaño moderado; con un fémur de 50,5 centímetros de largo comparables con los largos dados por Gregory S. Paul a animales como Elaphrosaurus de 52,9 cm y Dilophosaurus de 55,0 cm, lo que da una estimación para el largo total de unos 5 metros. Los restos fueron encontrados cerca de los del saurópodo temprano, el Tazoudasaurus y junto con otro pequeño terópodo, en preparación para su pronta descripción.
Berberosaurus es caracterizado por la combinación única de los siguientes caracteres que jerarquiza el taxón entre los ceratosáuridos abelisáuridos, como vértebras cervicales altamente neumáticas; centros vertebrales cervicales con el eje anteroposterior cortos con la estructura interna de cámaras; la espina vertebral corta; el margen ventral de la serie sacra arqueada fuertemente hacia la dorsal; centros sacros transversalmente estrechos; final próximo del segundo metacarpiano acanalado profundamente en ventral; el trocánter anterior femoral alcanza proximalmente al punto mediano de la cabeza femoral; estante trocantérico femoral grande; tibia con perfil distal subtriangular; presencia de un canto oblicuo que proximalmente encapsula el surco intermedio del peroné. 

## Descubrimiento e investigación
Los restos de Berberosaurus fueron descubiertos en una serie de expediciones a los Montes Atlas Toundoute, cerca de la ciudad de Uarzazat, Marruecos en el 2000. Está basado en restos postcraneales de un esqueleto de un individuo subadulto catalogado en el Muséum d'Histoire Naturelle de Marrakech. Los huesos incluyen vértebras del cuello, parte del sacro, metacarpo, fémur, tibia y las dos fíbulas. Partes de otro fémur también se han asignado a este género. Los restos fueron encontrados en una cama de huesos de lo que fuera un pantano. Luego la actividad tectónica afecto a los huesos.

## Clasificación
Ronan Allain y colegas describieron a Berberosaurus, como el miembro más basal de Abelisauroidea, más evolucionado que el Elaphrosaurus, los Ceratosauridae, y el Spinostropheus, pero menos que Xenotarsosaurus y Abelisaurus. El berberosaurio se diferencia de otros terópodos por detalles anatómicos encontrados en las vértebras, metacarpos, y huesos en los miembros posteriores. Al colocarlo entre los abelisaurios empuja los hallazgos de estos al Jurásico inferior y muestra que se habían diversificado antes de lo pensado hasta su descubrimiento.
Se diferencia de Elaphrosaurus en los centros cervicales cortos; agujeros neumáticos en el arco neural cervical. De Ceratosaurus en: estructura de cámara de la vértebra cervical; espina dorsal neural baja y corta de la vértebra cervical; alcances anteriores femorales del trocánter proximal al punto mediano de la cabeza femoral. De Spinostropheus en: ausencia de la lámina epipofiseal-prezigapofiseal en los arcos de los nervios cervicales; espina dorsal de los nervios cervical corta. De Abelisauria en: final distal de metacarpiano con los hoyos profundos del extensor; estante trocantérico femoral pronunciado. Sin embargo Carrano y Sampson en 2008, lo consideraron como un ceratosáurido basal externo a Neoceratosauria. Posteriormente, el análisis de Xu et al. de 2009 lo recuperó como un dilofosáurido en politomía no resuelta con Dilophosaurus wetherilli, "Dilophosaurus" sinensis", Dracovenator y Cryolophosaurus. El análisis filogenético realizado por Ezcurra, Agnolin y Novas en 2010 recuperó a Berberosaurus en una politomía resuelta con Ceratosaurus y Abelisauroidea.